# Salim Naji Al-Hachami
Salim Naji Al-Hachami est un ancien arbitre irakien de football.

## Carrière
Il a officié dans une compétition majeure :
- JO 1980 (1 match)